# Bocula bifaria
Bocula bifaria är en fjärilsart som beskrevs av Walker 1864. Bocula bifaria ingår i släktet Bocula och familjen nattflyn. Inga underarter finns listade i Catalogue of Life.